# 哥倫比亞泥沼
哥倫比亞泥沼（英語：Columbia Slough）位於美國俄勒岡州，全長31公里，面積約130平方公里，是條狹窄的水道。河流發源自費爾維尤的費爾維尤湖，大致往西北方向流動，最終在哥倫比亞河與威拉米特河交匯處約1.6公里外的位置與後者合流。流域所在之處屬於哥倫比亞河的氾濫平原，它由熔岩流、火山爆發和米蘇拉洪水等地質過程形成，是波特蘭盆地的一部分。泥沼之下的勞特代爾地層同時是含水層，向溫哥華和波特蘭居民提供飲用水。
考古資料顯示，美國原住民居於哥倫比亞河下游的歷史可以追溯到一萬年以前。19世紀初，包括劉易斯與克拉克在內的探險家先後到訪該區。後來，白人拓荒者開始進駐泥沼，並在當地耕種、伐木、經商。20世紀初，人們在泥沼大興土木，港口、公路、鐵路等各類建築不斷落成，洪水亦促使政府修建堤壩。然而，1948年的洪災沖破堤壩，淹沒整片氾濫平原，更把凡波特市從地圖上抹去。20世紀中期，泥沼因長期淪為工業廢物的棄置場而變得極為骯髒。1970年代以後，聯邦《淨水法》和俄勒岡州《俄勒岡綜合土地利用規劃法》的通過為清理泥沼帶來曙光，促使相關機構減少污染物排放。
流域孕育着不少動植物，包括150多種鳥類和26種魚類，其中美國國鳥白頭海鵰亦在此棲身。流域土地以住宅用地和商住混合用地為主，超過16萬人居於此地，佔俄勒岡州人口約3.8%。雖然大多土地被用作商住用途，但流域亦有不少地方是公園和濕地，其中佔地810公頃的史密斯和拜比濕地自然生態區更是國內其中一處大型城市淡水濕地。另一方面，經過多年的污染，波特蘭和其他相關機構祭出多項措施解決水質問題，包括擴建污水處理廠、修建大型管道收集暴雨逕流以防溢流、分離雨水和污水排放系統等。雖然该地水質大有改善，但衞生部仍建議人們避免進食當地的魚類和淡水龍蝦。

## 命名
在美國地質調查局的地名資訊系統內，哥倫比亞泥沼被歸類為「河溪」。泥沼得名於哥倫比亞河，歷史上它是該河的側河道或再匯流側流。1792年，波士頓皮草貿易商羅伯特·格雷在與印地安人進行毛皮交易的航程中發現了一條大型河流，並以自己的哥倫比亞號帆船來為河流命名。船名則源於以探險家克里斯托弗·哥伦布命名事物的傳統。

## 流向
哥倫比亞泥沼發源於費爾維尤的費爾維尤湖，大致往西方流動。離開湖泊後，河流隨即進入格雷舍姆範圍。河流在流經齊默曼遺產農場和大四角濕地後，便會與支流威爾克斯溪（Wilkes Creek）匯合。在大約15.5河里的位置，河流會流經一個把泥沼上游和中游分隔起來的小型堤壩。河流在流動少於1.6公里（1英里）後，便正式進入波特蘭，繼續往西流動。接著，河流會流經姆爾特諾默縣因弗內斯監獄，並在監獄分流，該段河道則連接至約翰遜湖沼澤。之後，河流會穿過205號州際公路，並流經科爾伍德國家高爾夫球場、波特蘭國際機場、俄勒岡空軍國民警衛隊基地。在距離河口約14至13公里（9至8英里）的位置，河流會與布法羅泥沼（Buffalo Slough）交匯，並流經泥沼右側、已關閉的半島排水運河。河流亦會於此地流經第二個小型堤壩，該壩把泥沼中游和下游分隔起來。半日潮期間，泥沼下游13.7公里（8.5英里）處會出現河水逆流，因此該壩亦有阻擋河水逆流的作用。
接著，河流會流經已被拆除的波特蘭草地賽馬場（現已改建為貨運設施），並在大約7河里的位置穿過5號州際公路。之後，河流先後流經蒼鷺湖高爾夫球場、哥倫比亞大道污水處理廠、史密斯和拜比濕地自然生態區等地，並在碼頭公園北面急往北轉。河流北上途中會先與從拜比湖延伸出來的北泥沼（North Slough）合流，然後穿過拉姆齊湖濕地（Ramsey Lake Wetlands）和凱利角公園。最終，河流會在哥倫比亞河與威拉米特河交匯處約1.6公里（1英里）外的位置與後者合流。整段河道大致上與位於波特蘭和溫哥華之間的哥倫比亞河平行。

### 流量
自1989年起，美國地質調查局便在距離河口1公里（0.6英里）處設立連續監測站，以測量泥沼的流量。監測站錄得該處的平均流量約為3.01立方米每秒（106.2立方英尺每秒）。另外，監測站亦在1995年12月5日錄得68立方米每秒（2,400立方英尺每秒）的最高流量，並在1996年2月7日錄得-190立方米每秒（-6,700立方英尺每秒）的最低流量（當時適逢威拉米特河谷洪災）。

## 流域
哥倫比亞泥沼全長31公里（19英里），流域面積約為130平方公里（51平方英里）。它位於威拉米特河河口和桑迪河河口之間的哥倫比亞河氾濫平原上。波特蘭部分地區、費爾維尤、格雷舍姆、梅伍德公園、伍德村以及一些非建制地區均處於流域範圍之內。截至2021年，約有160,000人居住在流域內，佔俄勒岡州人口約3.8%。流域的土地用途主要可分為住宅、農業、商業和工業，另設有機場、州際公路系統和鐵路走廊等設施。一般來說，流域北部屬工商業用途，南部是住宅區，東部則是農業區。住宅用地和商住混合用地所佔比例最高，其次是工業區以及公園用地與開放空間，農業用地和森林所佔比例最少。泥沼毗鄰多條河溪，包括東面的桑迪河、南面的約翰遜溪、南面和西面的威拉米特河、北面的哥倫比亞河。一些位於哥倫比亞河上的大型島嶼亦與泥沼相鄰，例如政府島和海登島等。另外，索維島位於泥沼河口西邊，它亦接壤哥倫比亞河和威拉米特河兩條支流。

### 管轄權
泥沼及其流域由多個機構負責管理。泥沼覆蓋波特蘭、費爾維尤、格雷舍姆、梅伍德公園、伍德村等地，因此這些市政府甚至姆爾特諾默縣政府所作出的決定均會影響它。波特蘭都會區內的波特蘭區域由都會區政府管治，它亦會參與收購和保護野生動物棲息地（例如大四角濕地以及史密斯和拜比濕地自然生態區等），收購土地和房地產以縮窄波特蘭都會區綠道系統「40哩環路」與其他小徑之間的距離，又會在泥沼旁邊建設額外的排水道。美國國家環境保護局則根據《淨水法》來委派俄勒岡州環境質素部管理泥沼。波特蘭港務局擁有並管理流域約11%的土地。除此之外，上述管轄區還位於三個排水管理區範圍之內，它們的主要任務是管理流域內的水流和防洪。

### 年度報告卡
2015年起，波特蘭環境服務局開始為流經市內的河溪發布年度報告卡。年度報告卡以水質、水文、棲息地、魚類和野生動物這四個重要指標來介定河溪的健康狀況，並把分數劃分為A+至F級。2019年，環境服務局發布哥倫比亞泥沼年度報告卡，河流的水文等級屬C+級，水質等級為B-級，棲息地為D-級，魚類和野生動物方面則取得最低的F級。報告指出，流域內有過半地區經高度改造，大多屬於不透水的表面，不利排水。在水文方面，泥沼水質經過過去二十年的項目和投資得到很大改善，河水的大腸桿菌和氮含量大幅減少，而溶解氧水平則因波特蘭港務局針對機場跑道所使用的除冰化學品進行改善，而有所提高。然而，城市徑流所帶來的總懸浮固體和污染物（如殺蟲劑、多氯聯苯等）數量仍不可忽視。另外，雖然流域擁有重要的棲息地資源，但大多土地高度發展，築有大量建築物，導致整體棲息地得分不佳。而在魚類和野生動物方面，流域位於兩河交匯處，是鳥類和魚類遷徙路線的關鍵區域，但由於流域河岸緩衝區和樹冠不足，限制該區魚類和野生動物的數量，因此得分最低。

## 地質

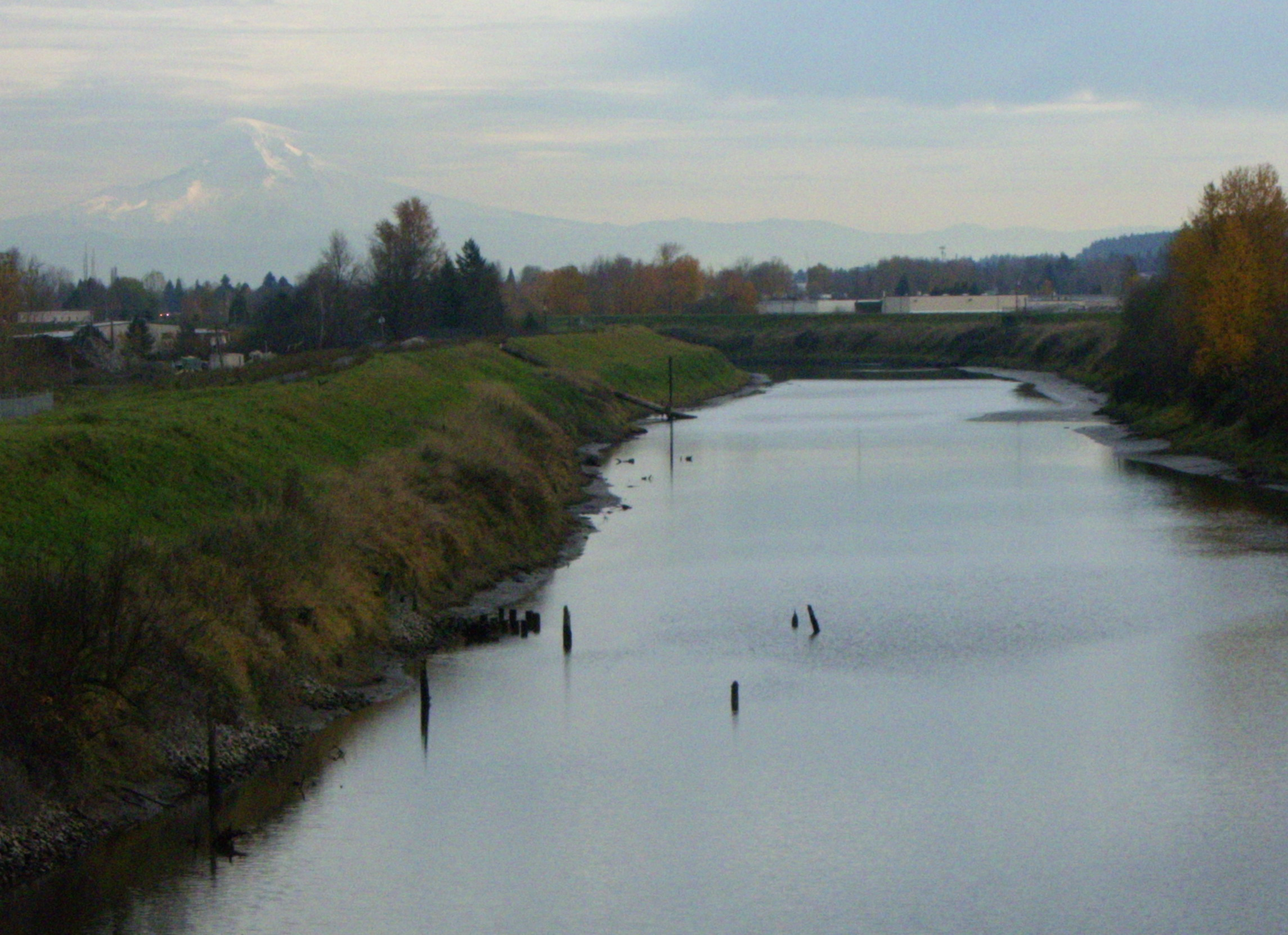
鄰近99E號俄勒岡州州道的泥沼下游。左邊是喀斯喀特山脈的胡德山

哥倫比亞泥沼屬於波特蘭盆地的一部分。盆地佔地約2,000平方公里（770平方英里），位於俄勒岡州威拉米特谷的北端，並向北延伸至華盛頓州的克拉克縣。在1,500至1,600萬年前的中新世中期曾經發生火山爆發，混有哥倫比亞河玄武岩群的岩漿經由俄勒岡州東部和華盛頓州的裂縫噴發口，流至俄勒岡州北部的大部分地區，而盆地正處於這些凝固熔岩之上。後來，沖積物堆積並覆蓋玄武岩，使後者現時埋藏在地下300米（1,000英尺）甚至更深的地方。大約1,000萬年前，喀斯喀特山脈東部的火山噴發，威力之強大足以把大量泥漿、火山灰、碎片輸送至泥沼下游。中新世至上新世早期，大量鬆散的沙子和礫石沉積在玄武岩上，並形成一部分勞特代爾地層（Troutdale Formation）。勞特代爾地層範圍南接圖瓦勒頓河谷，北至克拉克縣。該地層同時是含水層，是溫哥華的主要水源，也是波特蘭的備用水源。
波特蘭盆地正被數個斷層緩緩拉開，它們分別是位於波特蘭西側圖拉丁山脈（西山）的斷層，威拉米特河東側的東岸斷層，以及東部格雷舍姆附近的斷層系統。大約300萬年前，許多小型火山和火山渣錐從盆地大面積較薄的地殼和東南部的喀斯喀特山麓噴發。這些產自博林火山場的火山灰、火山渣、碎片最後為勞特代爾地層增添多一層沉積物。
在大約15,000年前，源自愛達荷州北部克拉克福克地區的米蘇拉洪水（或稱布雷茲洪水）多次淹沒哥倫比亞河流域。這類冰河時期的洪災除了為當區帶來大量碎片和沉積物，洪水亦淹沒了整個哥倫比亞河峽谷，並把威拉米特谷變成一個長160公里（100英里）、寬100公里（60英里）、深90米（300英尺）的湖泊。洪水又沖毀洛基小方山的表面，沉積物最終形成長8公里（5英里）的阿拉米達山脊。該山脊與哥倫比亞泥沼平行，並略為向南延伸。
與波特蘭盆地相關的數個斷層系統均能引發大地震。自1841年起，波特蘭盆地已發生逾千場地震，當中許多屬於微震，一般人無法察覺，只有少部分屬中等地震。1892年2月3日，區內發生一場估計為黎克特制震級5.0的地震，期間波特蘭市中心有震感，搖晃近30秒。1962年11月5日，波特蘭以北約11公里（7英里）處發生地震，估計為黎克特制震級4.9至5.2。

## 水文

### 降雨和徑流
根據美国国家海洋和大气管理局在波特蘭國際機場所收集的數據，哥倫比亞泥沼流域的年降水量約為890毫米（35英寸）。波特蘭夏天氣候乾燥，以致大部分降水集中在9至2月之間，旱季的降水量僅約97毫米（3.82英寸）。當地氣溫每年只有少於30天時間低於冰點，因此降水來源幾乎全部來自雨水。降水大多滲透至地下，被植被吸收，或是流入區內濕地，甚至蒸發。冬季的大雨補給了地下水，並在乾燥的夏季為泥沼提供基流。然而，市內的機場跑道、高速公路、屋頂、倉庫、停車場和其他堅硬且不透水的表面取代了原本的植被和土壤，打斷了水循環。波特蘭環境服務局引用1999年的一份研究，指流域過半地區被不透水的表面覆蓋，以往暴雨徑流需時數天才到達流域，但現時可能數小時便已抵達。

### 主河道

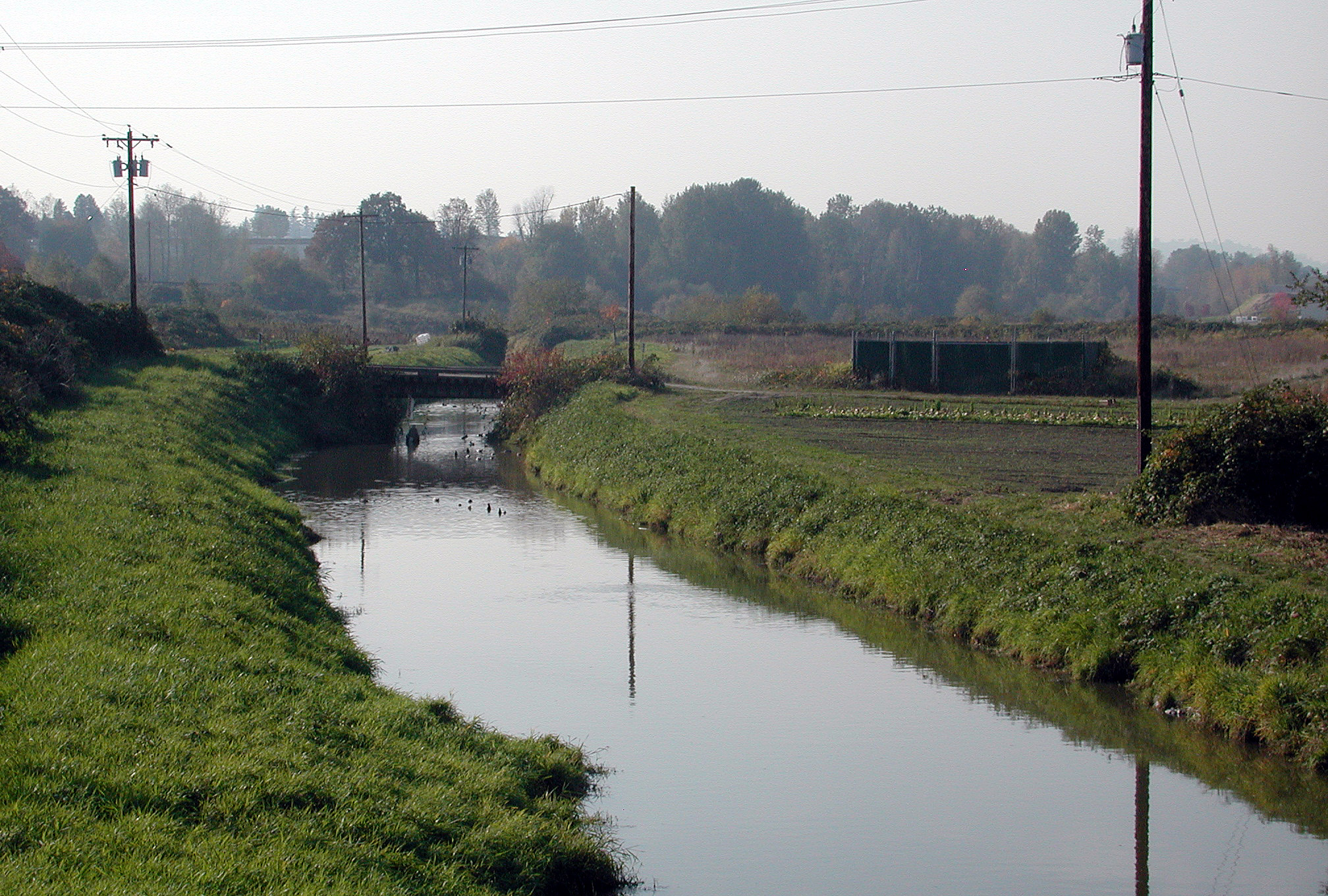
哥倫比亞泥沼上游

哥倫比亞泥沼和其側河道以及相關池塘湖泊在20世紀前均屬於哥倫比亞河氾濫平原的一部分。河流上游位靠現今的大四角濕地區域，特定季節會出現高水位情形，並會短暫與哥倫比亞河相連。1917年，地主組建了半島第一排水管理區（Peninsula Drainage District No. 1）、半島第二排水管理區（Peninsula Drainage District No. 2）和姆爾特諾默縣第一排水管理區（Multnomah County Drainage District No. 1）這三個管理區以作防洪用途。同年後期，第四個管理區「桑迪排水改善公司」成立，負責管理上游流域費爾維尤和勞特代爾等地的水流。現時，這四個管理區仍維護區內長43公里（27英里）的堤壩以及水泵水閘等的防洪設施。
河流源頭至首5公里（3英里）河段被中部堤壩環繞。該區由姆爾特諾默縣第一排水管理區管理，佔地1,070公頃（2,650英畝）。河流的北側河道自堤壩中部延伸至鄰近大四角濕地、設於哥倫比亞河堤壩上的姆爾特諾默縣第一排水管理區4號泵站。河水通常會經由中部堤壩流出該區，但有時排水管理區會為了控制流量而關閉堤壩閘門，將河水引至北側河道並直接把其泵入哥倫比亞河。該泵站的最大容量為1,040立方米每分鐘（275,000美制加侖每分鐘）。
距離河口13.7公里（8.5英里）遠的泥沼中游也由姆爾特諾默縣第一排水管理區負責管理。該區位於中部堤壩和半島第二堤壩之間，佔地2,771公頃（6,848英畝），含有許多側沼、池塘、小湖和水泉，同樣被堤壩圍繞。姆爾特諾默縣第一排水管理區在控制流量時會打開或關閉位於波特蘭國際機場西側半島第二堤壩的水閘。而在某些月份，泥沼中游的水位會低於下游，管理區則會利用半島第二堤壩上的1號泵站來把水抽送至下游。該泵站的最大容量為950立方米每分鐘（250,000美制加侖每分鐘）。
泥沼下游由半島第一排水管理區和第二排水管理區共同負責。第一排水管理區管理著下游西部365公頃（901英畝）土地，第二排水管理區負責東部597公頃（1,475英畝）土地，兩個管理區被5號州際公路分隔。泥沼下游的水位並非依賴姆爾特諾默縣第一排水管理區的輸水量，而是受威拉米特河影響。下游流向和水位隨潮汐變化，此時水位會介乎在30至61厘米（12至24英寸）之間，而此變化每天出現兩次。下游亦設有多個泵站，以便把水從小型泥沼轉移至哥倫比亞泥沼。下游部分區域未受堤壩保護，因此容易受到百年洪水影響。

### 溪流和湖泊

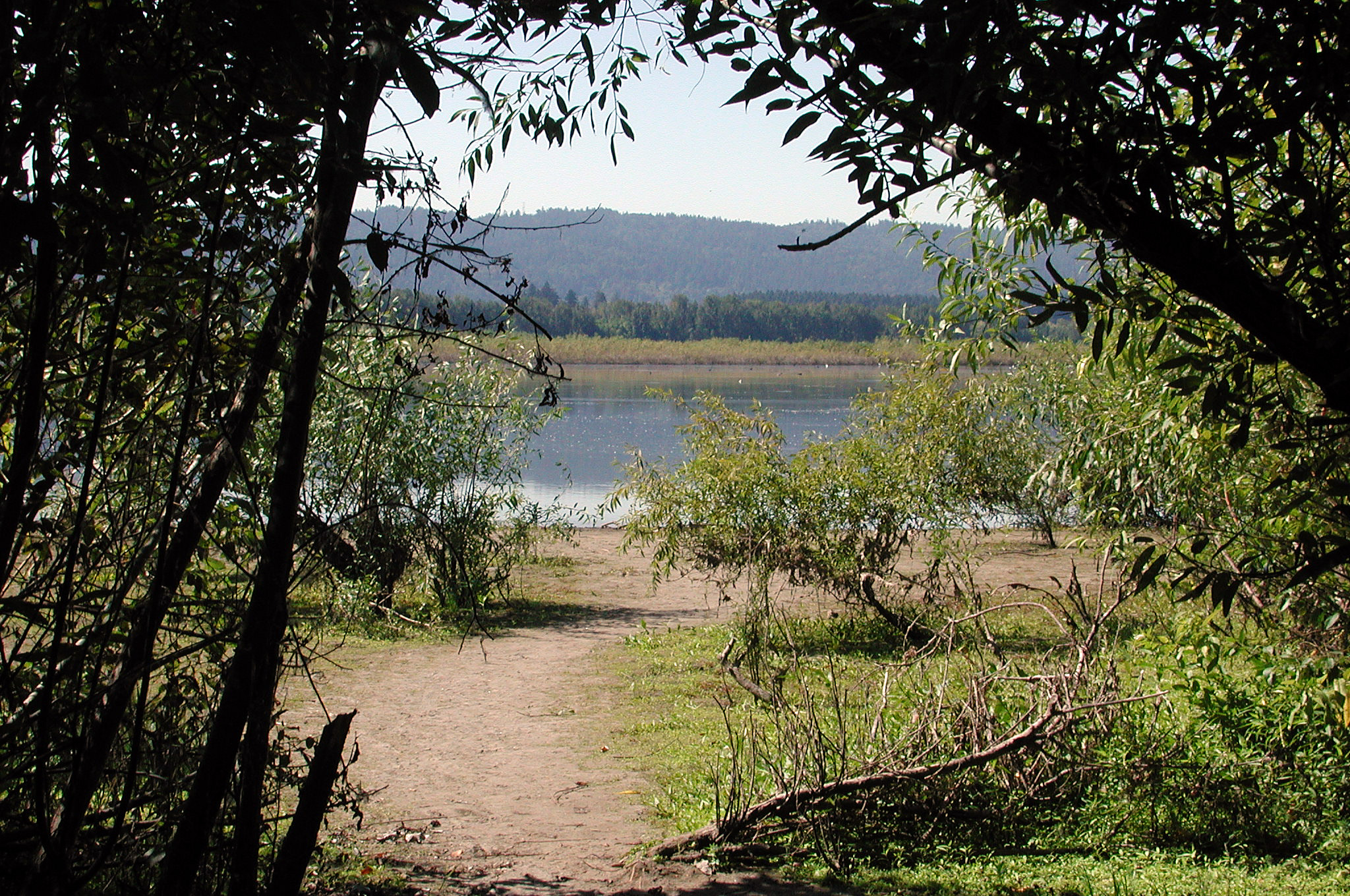
史密斯湖是區內其中一個湖泊

費爾維尤溪是哥倫比亞泥沼的支流，歷史上它曾經穿過大四角的季節性濕地並北流至哥倫比亞河。20世紀初，都會區政府在費爾維尤溪的濕地和泥沼之間修建人工河道以作連接。1960年，美國陸軍工兵部隊在濕地西側修建水壩，形成了費爾維尤湖。該湖佔地約40公頃（100英畝），深1.5至1.8米（5至6英尺），主要作蓄水和休閒之用。費爾維尤溪在格蘭特標特（Grant Butte）附近的濕地形成，長約8公里（5英里），向北流經格雷舍姆和費爾維尤後流進費爾維尤湖。無名溪（No Name Creek）和克利爾溪（Clear Creek）均是費爾維尤溪的支流。奧斯本溪（Osborn Creek）是另一條流進費爾維尤湖的小型溪流，溪水會通過堰和涵洞系統排入湖中。
有別於費爾維尤溪、奧斯本溪以及其他水泉，威爾克斯溪（Wilkes Creek）是流域內唯一一條直接與哥倫比亞泥沼交匯且能自由流動的支流。該溪流長約3公里（2英里），源於流域南部地區，河口位於泥沼上游。歷史上有數十條類似溪流從南方流入泥沼，但現時皆已被管道化或填平。除了主泥沼，流域內還有很多水體。多個小型湖泊和沼澤位於泥沼中游及鄰近地區，其中包括布法羅泥沼、約翰遜湖等等。史密斯和拜比濕地自然生態區位於泥沼下游，它佔地810公頃（2,000英畝），是美國其中一處大型城市淡水濕地。北泥沼是河流的側河道，長約1.6公里（1英里），連接河流和拜比湖。拜比湖出口處設有水位調節閥門，方便控制湖水水位。

### 含水層和水井
哥倫比亞泥沼流域有五個主要含水層，其中四個位於淺層，被相對不透水的粘土層或其他地層隔開，而另一個則位於深層。這五個含水層被統稱為哥倫比亞南岸井場（Columbia South Shore Well Field）。淺層地下水主要集中在溢岸氾濫的沉積物中，為泥沼中上游帶來重要的補給，排放量估計為1.4至2.8立方米每秒（50至100立方英尺每秒）。淺層含水層主要透過雨水滲透和人工集水坑來獲得補給。現時，波特蘭水務局負責管理和開採地下水，它在井場內設有25口井，深度由18至183米（60至600英尺）不等，每天產量高達380,000立方米（1億美製加侖）。波特蘭的水資源主要來自牛奔河，當出現乾旱或緊急情況下，當局便會使用井場的地下水作輔助。另外，費爾維尤和一家位於格雷舍姆的水力公司亦在泥沼上游附近鑽了三口井。

## 歷史

### 早期居民

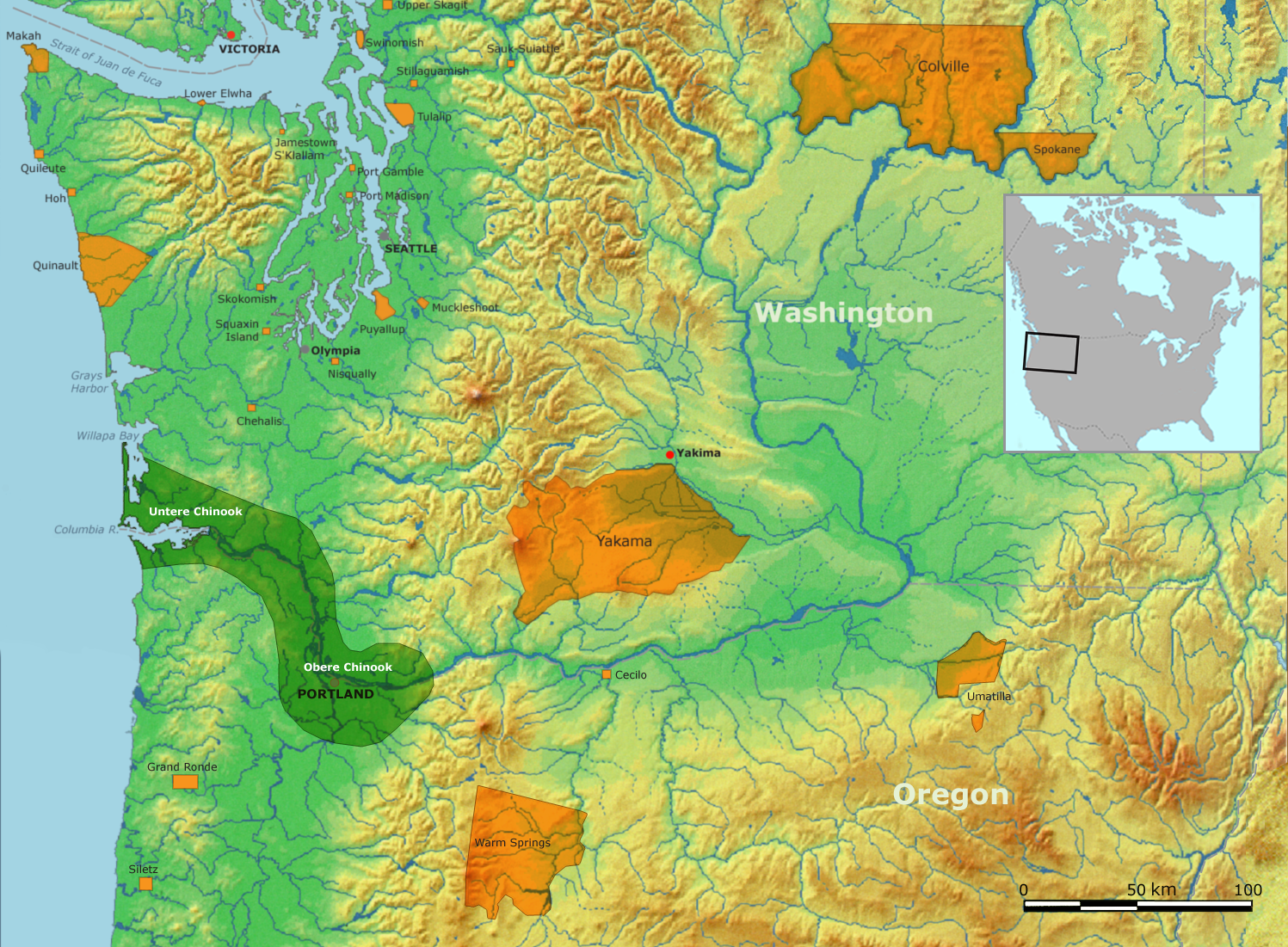
圖中深綠色區域是支努干人的領土，哥倫比亞泥沼亦包含在內。支努干人和克拉克默斯人時常在泥沼捕魚和狩獵，直至19世紀中葉才結束

考古證據顯示，美國原住民早在10,000年前便已居住在哥倫比亞河下游，範圍覆蓋至哥倫比亞泥沼以東約110公里（70英里）、現今的達爾斯一帶。在2,000至3,000年前，克拉克默斯人在泥沼附近的克拉克默斯河下游沿岸的氾濫平原落戶。克拉克默斯人是支努干人的子群，定居於哥倫比亞河谷（範圍東至華盛頓州米勒島西面的切利洛瀑布，西至太平洋）。威拉米特河下游（即現今俄勒岡城至威拉米特河與哥倫比亞河匯合處一帶）曾是克拉克默斯人的地盤。威拉米特河河口附近的哥倫比亞河氾濫平原有許多每年都會氾濫的河道、湖泊和濕地，克拉克默斯人會在該區捕魚、狩獵或收集其他食物，又會靠著泥沼來穿梭兩河。他們的食物來源主要是鮭魚、鱘魚和雛百合屬植物。
1792年，英國探險家威廉·羅伯特·布勞頓首次率領探險隊並聘用外地人嚮導前往哥倫比亞河。這趟旅程在桑迪河河口結束，期間探險隊一行人曾在泥沼河口西邊的索維島紮營。布勞頓在探索和製圖時，在泥沼以北的海登島以及其他哥倫比亞河上島嶼遇上許多支努干人。1806年，劉易斯與克拉克率領的探險隊抵達該區，估計克拉克默斯人的人口達1,800人，分佈在11條村莊。他們又估算支努干人的姆爾特諾默部落人口約為800人，分佈在索維島上的5條村莊。
1825年，哈德遜灣公司在溫哥華堡建立其西部行政總部，一河之隔便是泥沼。這座由英國興建的堡壘後來成為整個太平洋西北地區（範圍包括後來建立的俄勒岡州）的皮草貿易和商業中心。到了1830年代，九成居於哥倫比亞河下游流域的原住民死於歐洲探險家和商人所帶來的各種致命疫疾（包括天花、瘧疾、麻疹等）。1846年，美國與英國簽訂《俄勒岡條約》，控制北緯49度線以南包括溫哥華堡、波特蘭盆地和哥倫比亞泥沼在內的土地，並建立俄勒岡領地。1851年，克拉克默斯人的人口大幅減至88人。1855年，克拉克默斯人與聯邦政府簽訂《卡拉普亞條約》，以土地換取政府的保護，以及補給、教育、健康等福利保障。

### 農業、商業和工業

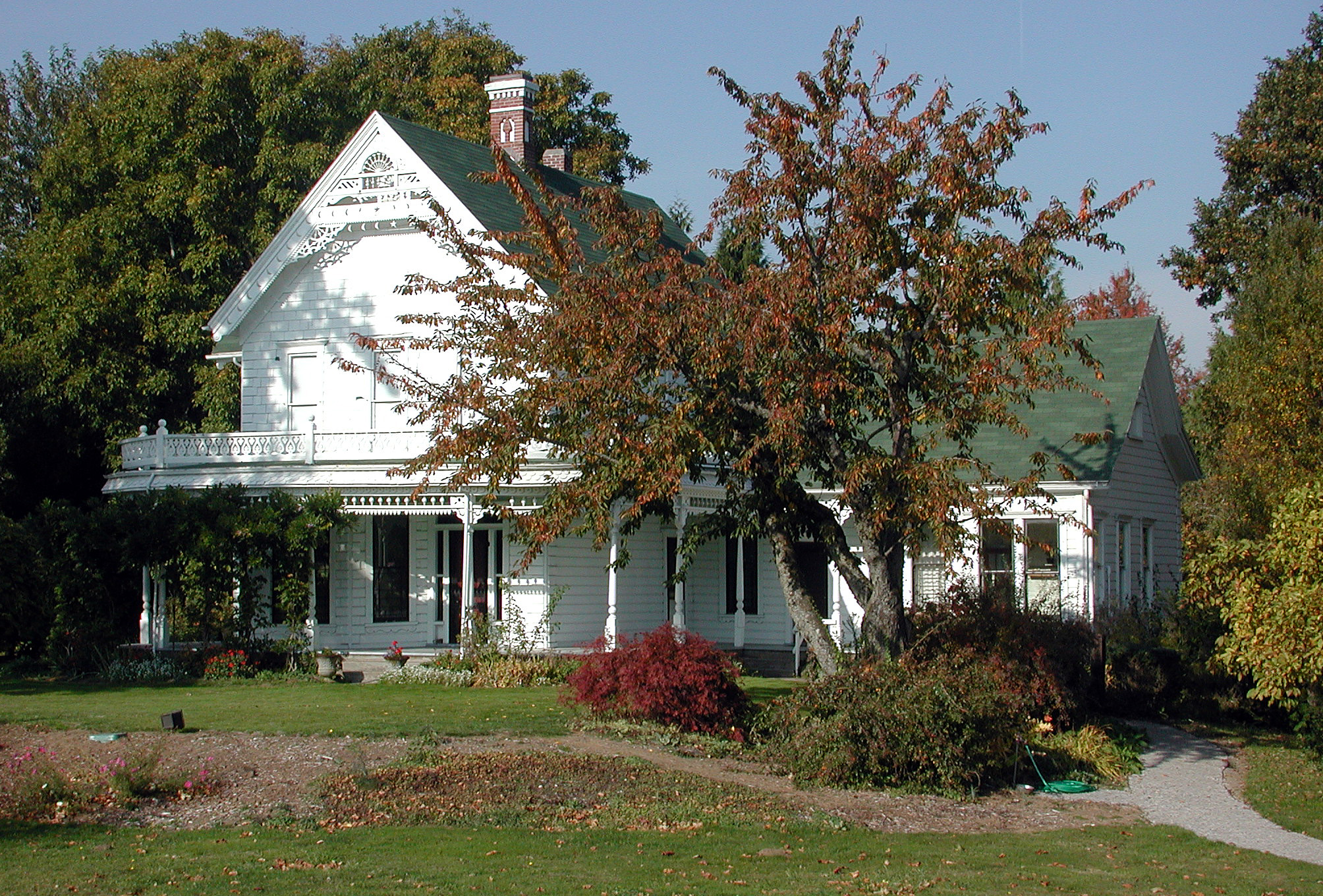
雅各布齊默爾曼之家，建於1874年

1850年，白人拓荒者在泥沼流域建立「捐贈地」。當中一名拓荒者劉易斯·洛夫（Lewis Love）利用泥沼作通航航道，由泥沼下游運送木材至波特蘭市中心，甚至因此致富。這也是首次有書面記錄證明泥沼河道可作商業通航用途。其他拓荒者則在泥沼附近的森林伐木，並建造鋸木廠、捕魚和耕種。1852年，美國人詹姆斯·約翰在哥倫比亞河和威拉米特河之間的半島上營運渡輪。同年在半島上建立的社區「聖約翰斯」以他為名。拓荒者雅各布·齊默爾曼和莉娜·齊默爾曼在1851年定居於海登島，但後來搬到波特蘭以東約16公里（10英里）處的捐贈地。1869年末，雅各布購買了另一塊位於泥沼的捐贈地，並在該處經營乳牛牧場。在1900年世紀之交時，齊默爾曼牧場還是哥倫比亞河乳牛牧場的典型代表。1891年，俄勒岡州議會通過法案，成立波特蘭港務局，改善了聖約翰斯作為威拉米特河港口的前景。1902年，國會通過墾殖法案，鼓勵人們在半島等地灌溉、開發濕地和修建堤壩等防洪設施。1907年，斯波坎、波特蘭和西雅圖鐵路開始建設橫跨半島的鐵路線。人們對於當地基礎建設的改善抱有很大期望。1909年，《半島》雜誌刊登題為「命運之城聖約翰斯」的吹捧式社論：
大自然給予聖約翰斯極為豐厚的饋贈。你可以隨心所欲去你想去的地方，但你很難在外間找到一個與聖約翰斯同樣擁有眾多壯麗自然景色的地方。城市所在的平坦土地，兩河的深水帶，可通航的泥沼，以及大自然巧奪天工的絕妙風景，造就該區在各方面都成為工業或住宅的理想之地。

### 明渠
隨著波特蘭的發展，城市範圍漸漸擴展至聖約翰斯以及半島和流域其餘部分。1906年，斯威夫特肉類加工公司在聖約翰斯以東購入1,400 公頃（3,400英畝）土地，並建立肯頓社區。其他肉類加工公司緊隨其後，紛紛在泥沼流域內興建屠宰場和加工廠。到了1911年，波特蘭搖身一變成為太平洋西北地區的主要牲畜市場。由於當地欠缺妥善的排污設備，這些肉類加工公司和其他在20世紀早期成立的企業（如乳牛牧場、木瓦板工場、木材廠等）時常把工業垃圾傾倒於泥沼。1917年，泥沼周邊的地主組建了三個排水管理區來防洪。他們在泥沼內挖溝，加深現有水道，並建造堤壩以防洪水溢出河流和泥沼淹沒農業、工業和商業財產。另外，城市工程師希望利用潔淨的河水來沖洗泥沼，於是修建了半島運河。由於潮汐逆轉了泥沼的水流，加上運河兩端幾乎處於相同的高度，運河項目成效未如理想。
在接下來30年內，大量伐木和木材加工公司在區內開業，不少拖船沿河運送原木。林業的興盛亦吸引卡車貨運公司和其他類型的運輸公司在流域內落戶。後來，市政府在下游的史密斯和拜比濕地自然生態區附近興建聖約翰斯垃圾填埋場，又在中游興建新的波特蘭機場。一些波特蘭市民和學童組織了威拉米特河清潔運動，部分關注河流污染問題的積極分子和民間領袖亦加入協助清除污水和水道內的工業垃圾。然而，選民卻屢次否決成立污水處理基金。由於河道污染日益嚴重，木材廠工人甚至拒絕處理那些儲存在泥沼內的原木。

### 二戰至今
在美國向日本宣戰後兩個月，時任總統富蘭克林·德拉諾·羅斯福簽署第9066號行政命令，授權美國陸軍部拘留居於西岸的日本人和日裔美國人。在這群日裔美國人中，約有1,700人住在波特蘭，部分人在泥沼附近經營農場或企業。政府先把這群日裔美國人暫時安置在肯頓的牲畜展覽中心，然後再轉移他們至更遠的內陸集中營。1945年1月，陸軍部宣佈結束限制行動，他們才得以返回西岸。
1942年，凱撒造船廠開始在泥沼下游附近的三個大型造船廠中製造艦艇。廠房分別位於聖約翰斯、天鵝島和華盛頓州溫哥華，其中聖約翰斯和溫哥華主力製造自由輪，而天鵝島則負責製造油輪。為了安置造船廠工人及家屬，公司東主亨利·約翰·凱薩在泥沼下游購入一幅面積達260公頃（650英畝）的土地。該處原本是沼澤，後來被改作牧場和農田，四周被5至8米（15至25英尺）高的堤壩環繞。凱薩在該地建立了一座新城鎮，最初名為凱瑟維爾，後來更名為凡波特。到了1943年，凡波特的人口急增至39,000人，成為俄勒岡州第二大城市和美國最大型的戰時住房項目。在高峰時期，凡波特的人口更超過10萬。1948年5月，暴雨、融雪和溫暖天氣導致西北方河流水位高企，即使過了數週水位仍未見回落，最終在30日誘發洪災。首波洪水來襲時被泥沼阻擋，部分被其吸收，因此前進速度被減緩了35至40分鐘。洪水在市內緩緩上升，大多數市民得以逃離。翌日，洪水沖破哥倫比亞河沿岸的堤壩，淹沒整片氾濫平原。事後，官方宣佈受災人數達16,900人，15人死亡，7人失踪，凡波特淪為廢墟。官方後來亦重建、加固和改良沿岸堤壩，確保它能抵禦百年洪水，而沿著半島運河的堤壩則未有修復，反而堵塞了其兩端。但是，官方未有重建凡波特的打算。這場災難還影響了俄勒岡州的高等教育系統。在洪水摧毀1946年設立的凡波特教育推廣中心後，俄勒岡州高等教育委員會在波特蘭市中心把它重建，是為波特蘭州立大學的前身。
有關如何使用哥倫比亞泥沼及其流域的爭論持續了整個世紀。1964年，波特蘭港務局打算發展周邊土地作工業用途，於是開始用來自泥沼的疏浚沉積物來填平史密斯湖、拜比湖和拉姆齊湖。1970年代，州議會立法禁止任何個人或機構填平史密斯湖和拜比湖範圍內低於平均海拔3.4米（11英尺）等高線的區域，除非目的為改善魚類和野生動物棲息地。1960年代後期，時任州長湯姆·麥考爾提出威拉米特河綠道項目，計劃沿著威拉米特河及其支流修建公園和休閒區，但泥沼卻被遺忘而未有納入。波特蘭港務局更只著眼於泥沼的長期工業規劃，認為該處極為骯髒，清理它只是崇高但不切實際的理想，倒不如吸引更多工業落戶。此事引來居於波特蘭北部的市民不滿和抗議，他們認為泥沼不是排水渠更不適合通航，而是休閒和捕魚的地方。
1970年代以後，聯邦《淨水法》和俄勒岡州《俄勒岡綜合土地利用規劃法》的通過為泥沼帶來深遠影響，前者編制了污水排放規範指引並禁止污染物從點源排入水道，後者則限制城市無序蔓延並保護森林水體等自然資源。1978年，國會應俄勒岡州的要求而剝奪了泥沼的通航水道身份。自此，渠道疏浚等工程在泥沼上消失，取而代之的是更多的休閒娛樂活動。1980年代中後期，商業協會「哥倫比亞走廊協會」開始推動上游沿線的工商業發展，另一方面波特蘭亦動用市區更新基金來支援機場附近的工業項目。1991年，聖約翰斯垃圾填埋場關閉，環境質素部實施水質監控計劃。1993年，非牟利組織「哥倫比亞泥沼流域委員會」在州議會的幫助下成立，致力應對區內污染和猖獗發展等問題。1996年，都會區政府購入惠特克池塘自然區（Whitaker Ponds Natural Area），並展開針對兒童的泥沼流域教育計劃。

## 污染
多年來，泥沼流域內的居民和企業習慣把未經處理的生活污水和工業廢水傾倒於河中。直至1952年，波特蘭才在泥沼下游修建首座污水處理廠。哥倫比亞大道污水處理廠收集從全市各處流入下水道系統的未經處理污水和暴雨逕流，經化學處理後再把水排放到哥倫比亞河。暴雨期間，一旦逕流遠超污水處理廠負荷，廠房便會根據合流式下水道溢流（CSO）機制，把這些未經處理的雨水和廢水經由十多個排污口直接排放至泥沼和威拉米特河。
1991年，聖約翰斯垃圾填埋場關閉。1993年，在公民行動團體的推動下，波特蘭成立「哥倫比亞南岸自然資源保護計劃」（Columbia South Shore Natural Resources Protection Plan），在泥沼沿線建立長15米（50英尺）的環境保護帶，並加強保護當地其他濕地和自然資源。1994年，該市為應對訴訟威脅而開始全面清理泥沼，並在一年後收到環保署的1,000萬美元撥款。

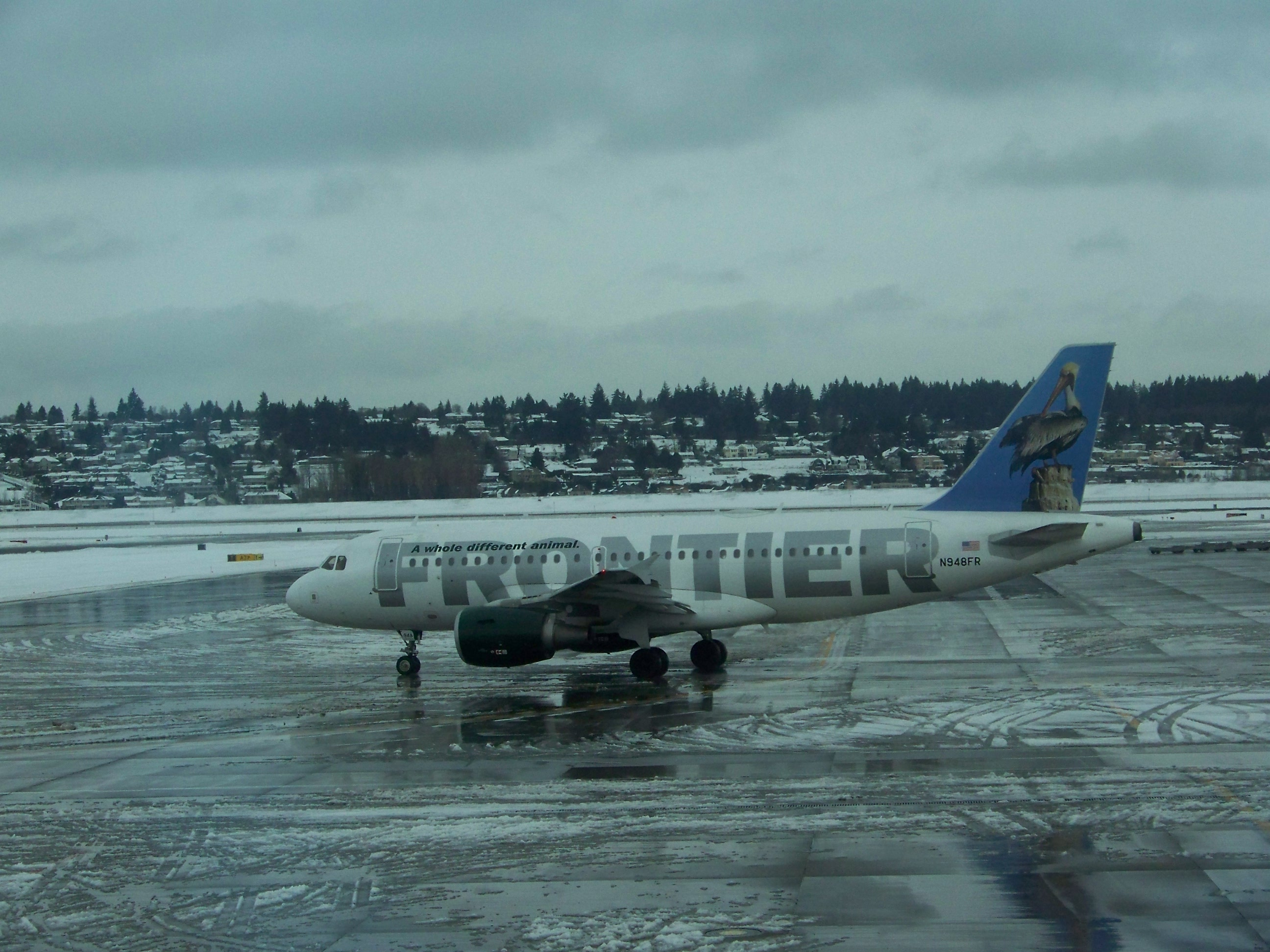
港務局在冬季會利用除冰化學品去除機場跑道和飛機表面的冰霜和積雪。這些廢水一旦流入泥沼便會造成污染

俄勒岡州環境質素部在1986年至1995年間曾經監測威拉米特河下游盆地的12條河溪。針對泥沼流域，環境質素部在距離河口4.2公里（2.6英里）處設監測點。環境質素部其後利用收集所得的數據來製成俄勒岡州水質指數，指數透過整合八項變數（包括水溫、溶解氧含量、生化需氧量、pH值、氨和硝酸鹽含量、總磷量、總懸浮固體量、糞便型大腸菌類）來計算水質分數，而分數從10分（最差）至100分（理想）不等。在所有溪流中，泥沼得分最差，水質分數只得22分。相比之下，監測點設於市中心的威拉米特河其分數達74。環境質素部的報告顯示，泥沼下游的水質含有高濃度的磷酸鹽、氨和硝酸鹽、懸浮固體、糞便型大腸菌類，生化需氧量亦偏高。報告指出泥沼污染源主要來自下水道溢流、雨水排放、機場跑道維護和高爾夫球場維護，夏季高溫亦造成河流出現極端富營養化。
1997年，波特蘭港務局開始致力減少飛機和機場跑道除冰化學品（以二元醇為主）流入水道。2003年，港務局設計的「波特蘭國際機場除冰系統」正式投入運作，旨在收集、儲存和處理使用後的除冰化學品，並把稀釋後化學品逐漸排入泥沼。當機場的儲存設施飽和，港務局便會根據指引罕有地把化學品直接排入泥沼。雖然除冰化學品可經生物降解，但過程會暫時減少水中溶解氧含量，不利水生生物健康。2012年，港務局完成除冰系統的強化工作，包括改善存儲設備容量、擴大系統收集化學品的區域、改為排放至哥倫比亞河等。
到了2000年，波特蘭已花費大約2億美元來減少因CSO而進入泥沼的污水，方案包括擴建污水處理廠、修建主力收集儲存和運輸CSO的大型管道、分離雨水和污水排放系統。此外，當地還把鄰近上游和中游的化糞池和污水池系統置換為衛生下水道。2011年，耗資14億美元的大型管道項目竣工，有效減少鄰近河溪的溢流次數。上述方案令泥沼的CSO大幅減少99%，顯著改善河流的健康狀況。環境服務局的年度報告卡亦指出減少CSO大大改善了水質，而停用化糞池和污水池更有助減輕水中糞便型大腸菌類和氨的含量。雖然水質有改善，但泥沼的魚類並不適合食用。姆爾特諾默縣衞生部及其他機構建議人們避免或減少進食泥沼的魚類和淡水龍蝦，因為牠們大多含有多氯聯苯、二噁英、呋喃和農藥等污染物。

## 生態

### 棲息地
自1850年以來，泥沼流域的發展極大地改變了流域內植物和動物繁衍生息的地方。2005年，波特蘭環境服務局利用土地總局早期調查的數據，比較流域在1851年和2003年的變化。研究表明，整個流域在1851年時仍全屬動植物棲息地，但在2003年流域只有33%的土地是動植物棲息地。水體覆蓋率在1851年時有百分之十，但到了2003年只有一半。同時，沼澤和其他濕地的比率由1851年的22%大幅跌至2003年的1%，而用於工業商業和住宅的土地其比例則從0上升到34%。此外，動植物棲息地在2003年受到嚴重干擾，例如以亞美尼亞黑莓為首的入侵物種大批出沒，以及被道路弄得支離破碎。泥沼的河岸帶通常很狹窄，甚或根本不存在，在某些地方（例如堤壩）沒有樹木和灌木覆蓋。
2002年，波特蘭、姆爾特諾默縣第一排水管理區與美國陸軍工兵部隊合作展開改善泥沼動植物棲息地的計劃。項目主力改善泥沼上中游11公里（7英里）河段，其中包括修建曲流和濕地並種植灌木叢，更換泥沼內的五條涵洞以改善水流、水溫和水質，以及清除入侵物種和種植本土物種來強化濕地並恢復相鄰河岸帶。自1995年起，波特蘭在泥沼流域實施流域植被恢復計劃，試圖在河岸植樹來建立林冠，達致藉由林冠遮蔭來降低泥沼水溫的目的。該計劃與業主合作，清除河岸的外來雜草和植上本土植物，以增強原生植被多樣性和林冠覆蓋率。2005年，義工在泥沼流域近64公里（40英里）長的河岸走廊上重新綠化了逾200公頃（500英畝）土地，植樹逾20萬棵。截止2020年，流域植被恢復計劃已在泥沼河岸和濕地栽種了超過81萬棵本地樹苗。另外，波特蘭、都會區政府及其他機構亦有採取其他措施改善棲息地，包括以連續的河岸走廊把破碎的棲息地連接起來，消除阻礙野生動物使用走廊的障礙，恢復泥沼與其他地區的水文聯繫，以及在可行的情況下恢復氾濫平原。哥倫比亞泥沼流域委員會在2020年舉辦活動，義工在凱利角公園種植逾千株原生灌木和樹木，旨在恢復野生幼鮭途經哥倫比亞河時的庇護區。

### 魚類和野生動物

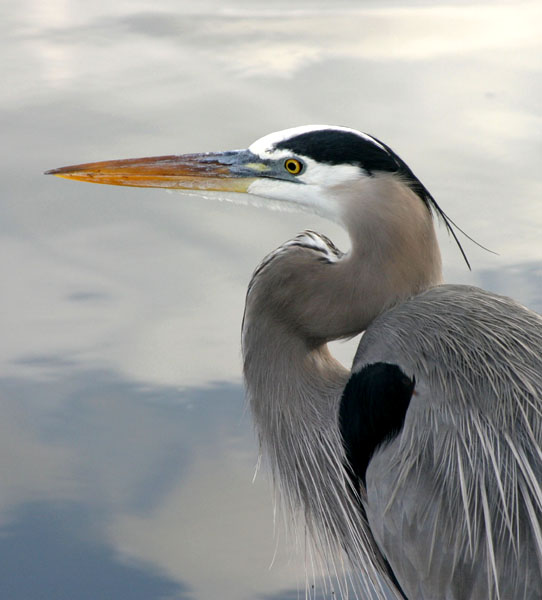
大藍鷺會在泥沼內繁殖

雖然流域棲息地已遭破壞和變得破碎，但它仍是大量野生動物的家園，部分更屬於特有物種，亦有諸多在1850年時棲息在此的動物仍在此地繁衍。在泥沼出現的鳥類最少有150種，包括十幾種鴨子、鵝、天鵝、猛禽、新熱帶涉禽、鳴禽。白頭海鵰屬於當地的留鳥，大藍鷺亦在區內建立繁殖處。流域養活26種魚類，其中12種屬原生物種。流域常見魚類包括鯉魚、扁吻亞口魚、黑斑刺蓋太陽魚、藍鰓太陽魚、大口黑鱸、太陽魚等。幼鮭出沒於泥沼下游以及史密斯湖和拜比湖，沿海割喉鱒則棲息在費爾維尤溪和奧斯本溪。泥沼下游以及史密斯湖和拜比湖亦棲息著、三種原生淡水貽貝。另外，整個流域都能發現淡水龍蝦的蹤影。流域亦是石斑龜、河狸、麝鼠、北美水獺、哥倫比亞黑尾鹿以及不少兩棲動物的家園。海狸鼠、美洲牛蛙、歐洲鯉和歐洲椋鳥是常見於流域的入侵物種。

### 植被
泥沼流域位於波特蘭／溫哥華盆地生態區，屬於美國國家環境保護局指定的威拉米特河谷生態區的一部分。美國黑楊、紅梗木、柳樹、俄勒岡白櫟、俄勒岡梣樹分佈於流域各處，哥倫比亞薹草及茨菰屬植物則較為罕見。一些水生植物和藻類扎根於各個泥沼，但它們有時會減慢水流並降低水質。泥沼附近的高爾夫球場和運動場其植被主要由外來草種構成。已開發區域通常栽種行道樹（以落葉植物為主）、青草、少量松柏門植物，以及各種原生和外來灌木。常見的入侵物種包括亞美尼亞黑莓、常春藤、鷸草、千屈菜、虎杖。

## 休閒

### 公園和濕地
泥沼流域有不少的公園和濕地。湖濱公園位於泥沼上游費爾維尤湖的南面，佔地2.1公頃（5.2英畝），由費爾維尤管理。費爾維尤湖北邊則是藍湖地區公園，該處佔地41公頃（101英畝），鄰近的藍湖面積為26公頃（64英畝），兩者同由都會區政府管理。同樣由都會區政府管理的還有支努干碼頭海洋公園，它位於藍湖地區公園的東北面，佔地約27公頃（67英畝），是州內哥倫比亞河段上最大的公共划船公園。

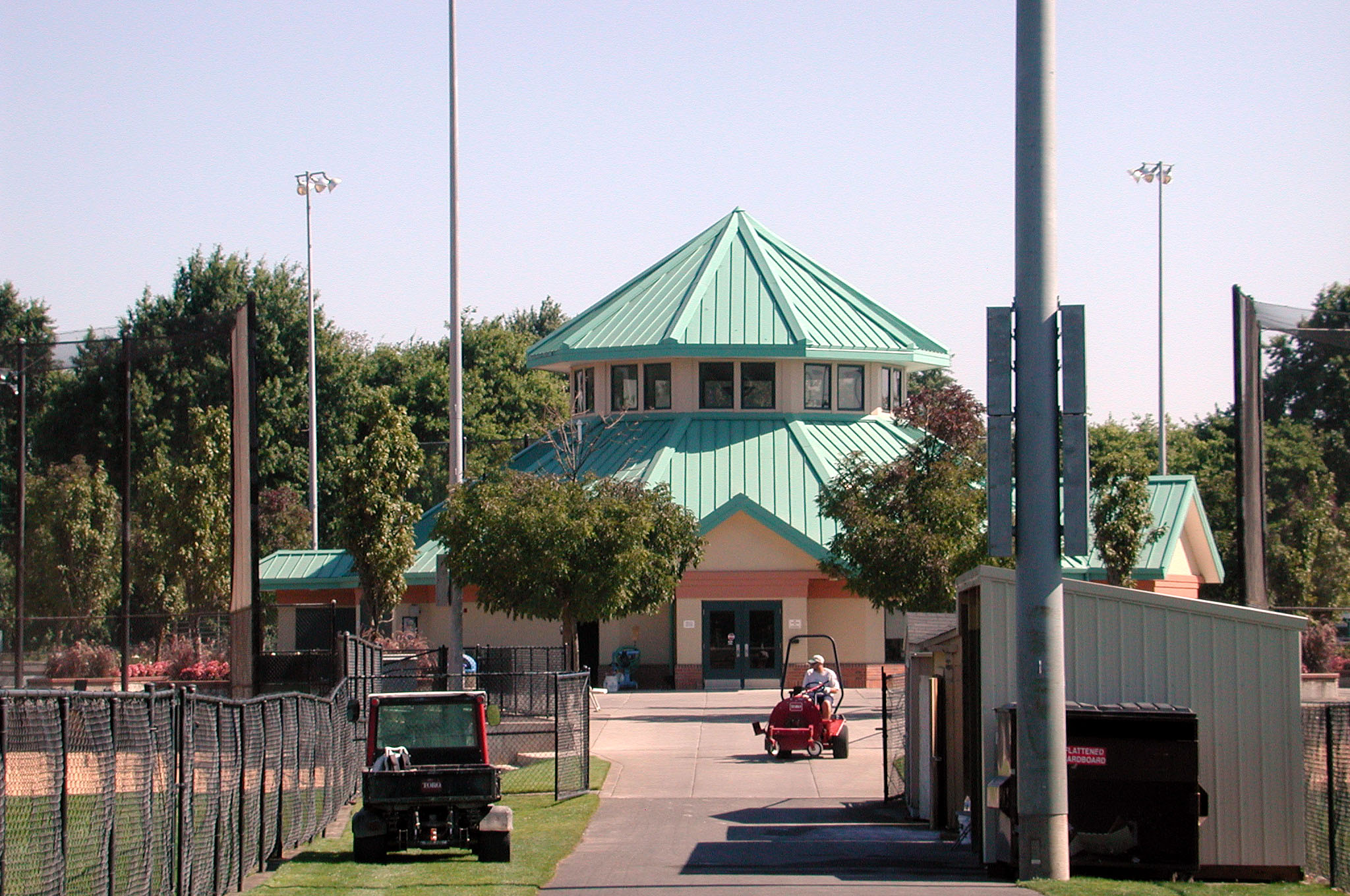
東三角公園的體育館主樓

中游的大四角濕地由波特蘭公園與遊憩部管理，是該市第四大自然區域。這片濕地和森林佔地67公頃（165英畝），為鹿、郊狼、水獺以及鳥類和兩棲動物提供棲息地。惠特克池塘自然區由公園與遊憩部和哥倫比亞泥沼流域委員會的義工共同維護，該處佔地10公頃（25英畝），設有步道、獨木舟下水點、花園等設施。哥倫比亞兒童植物園位於惠特克池塘自然區以西，佔地12公頃（29英畝），栽種了各種州樹。植物園由公園與遊憩部管理。
下游的三角公園是個大型市政公園綜合體，位於凡波特遺址，鄰近橫跨泥沼和哥倫比亞河的5號州際公路。公路以東的區域被稱為東三角公園，該處佔地34公頃（85英畝），建有運動場館和行道樹植物園。佔地約108公頃（268英畝）的波特蘭國際賽道位於西三角公園內，可舉辦直線競速賽、跑車和摩托車比賽、印第賽車、車展等活動。毗鄰賽道的是蒼鷺湖高爾夫球場，佔地140公頃（340英畝），場內有不少濕地和有關凡波特的解說牌。史密斯和拜比濕地自然生態區位於西三角公園的西面，面積達810公頃（2,000英畝），是美國其中一處大型城市淡水濕地，由都會區政府負責管理。凱利角公園位於威拉米特河和哥倫比亞河之間的半島頂端，佔地42公頃（104英畝）。

### 步道

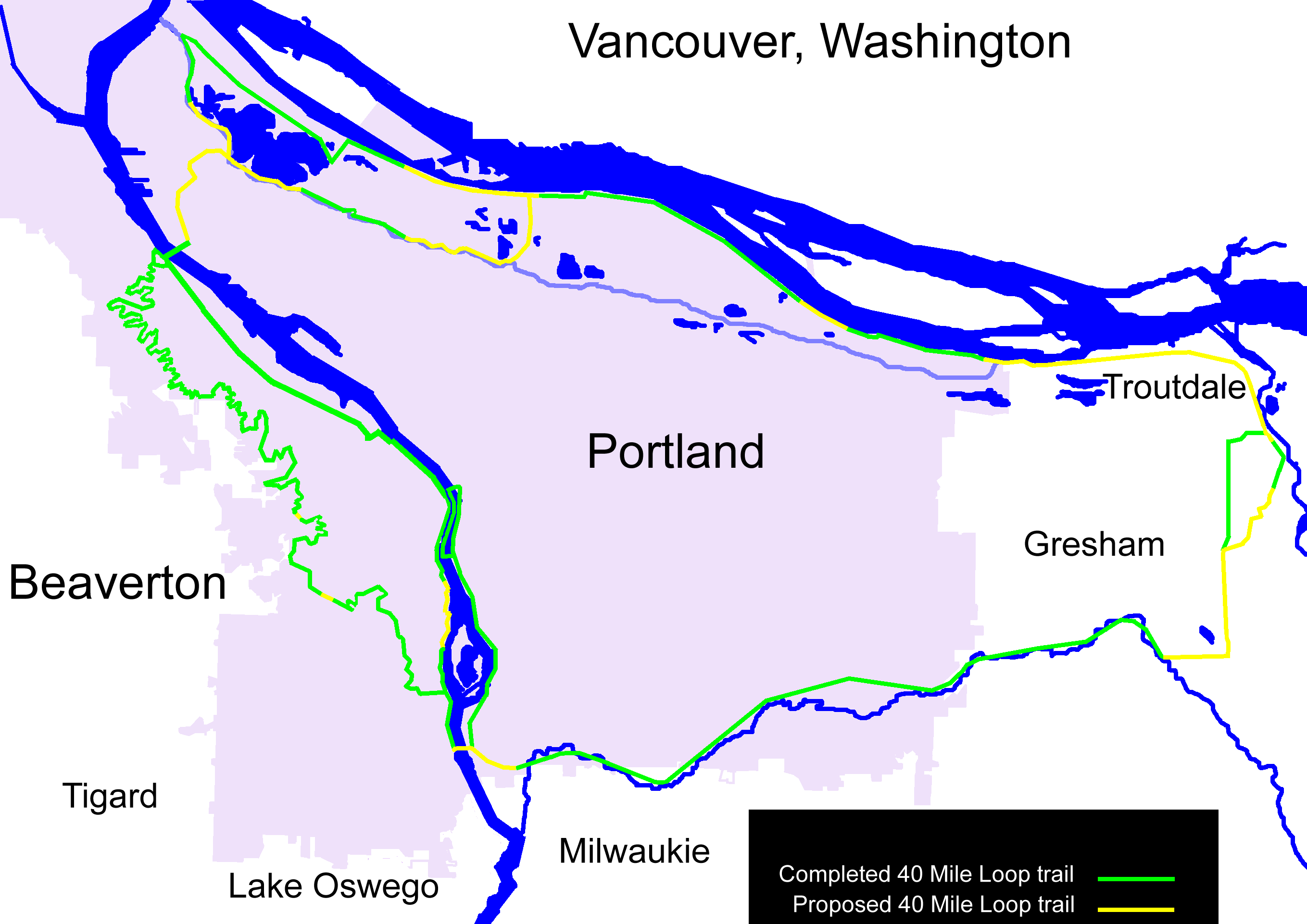
「40哩環路」地圖，當中綠色和黃色分別為已建路段和擬建路段，可見流域北部大部分地區已被其覆蓋

泥沼流域被多條步道環繞或貫穿。波特蘭都會區綠道系統「40哩環路」（40-Mile Loop）是一條部分完成的綠道，最初由參與規劃1905年波特蘭劉易斯與克拉克遠征百年紀念博覽會的建築師奧姆斯特德兄弟提議，預定環繞波特蘭並連接哥倫比亞河、桑迪河和威拉米特河沿岸公園。現時，「40哩環路」有一大段環繞流域北部，並有少量擬建綠道正在修築。流域內有不少公園或公共場所都有獨立的步道，但亦有部份與「40哩環路」連接。例如哥倫比亞泥沼步道，它長約1.9公里（1.2英里），位靠主河道，可供公眾健行或騎單車。南北走向的205號州際公路單車徑亦穿越流域。
格雷舍姆沿著流域東側開闢了一條長約5.29公里（3.29英里）的格雷舍姆—費爾維尤步道。這條步道介乎於約翰遜溪泉水走廊與哥倫比亞河「40哩環路」，適合公眾健行或騎單車。在流域西側，橫越半島步道把波特蘭大學西北面的威拉米特灣與哥倫比亞河沿岸的「40哩環路」連接起來。這段長約5.6公里（3.5英里）的直線健行和單車徑在泥沼下游的史密斯湖和蒼鷺湖高爾夫球場之間穿過，設有野餐區、玄武岩雕刻座椅和藝術裝置。

### 泛舟
由於泥沼高低起伏不大且沒有急流，不同技術水平的運動員皆可進入泥沼划獨木舟和輕艇。運動員可經由主河道從河源泛舟至河口，但途中必須扛著划艇穿過堤壩和其他障礙物。波特蘭環境服務局估計沿著主河道進行大約29公里（18英里）長的泛舟之旅所需至少9小時。在長約13.7公里（8.5英里）的下游河段泛舟時，運動員須掌握潮汐時間才能隨水而行。流域設有8個下水點，遍佈在費爾維尤湖、惠特克池塘自然區、凱利角公園等地。